# Xenodorus basquini
Xenodorus basquini är en skalbaggsart som beskrevs av Silvestre 1995. Xenodorus basquini ingår i släktet Xenodorus och familjen Dynastidae. Inga underarter finns listade i Catalogue of Life.